# 146-й окремий ремонтно-відновлювальний полк (Україна)

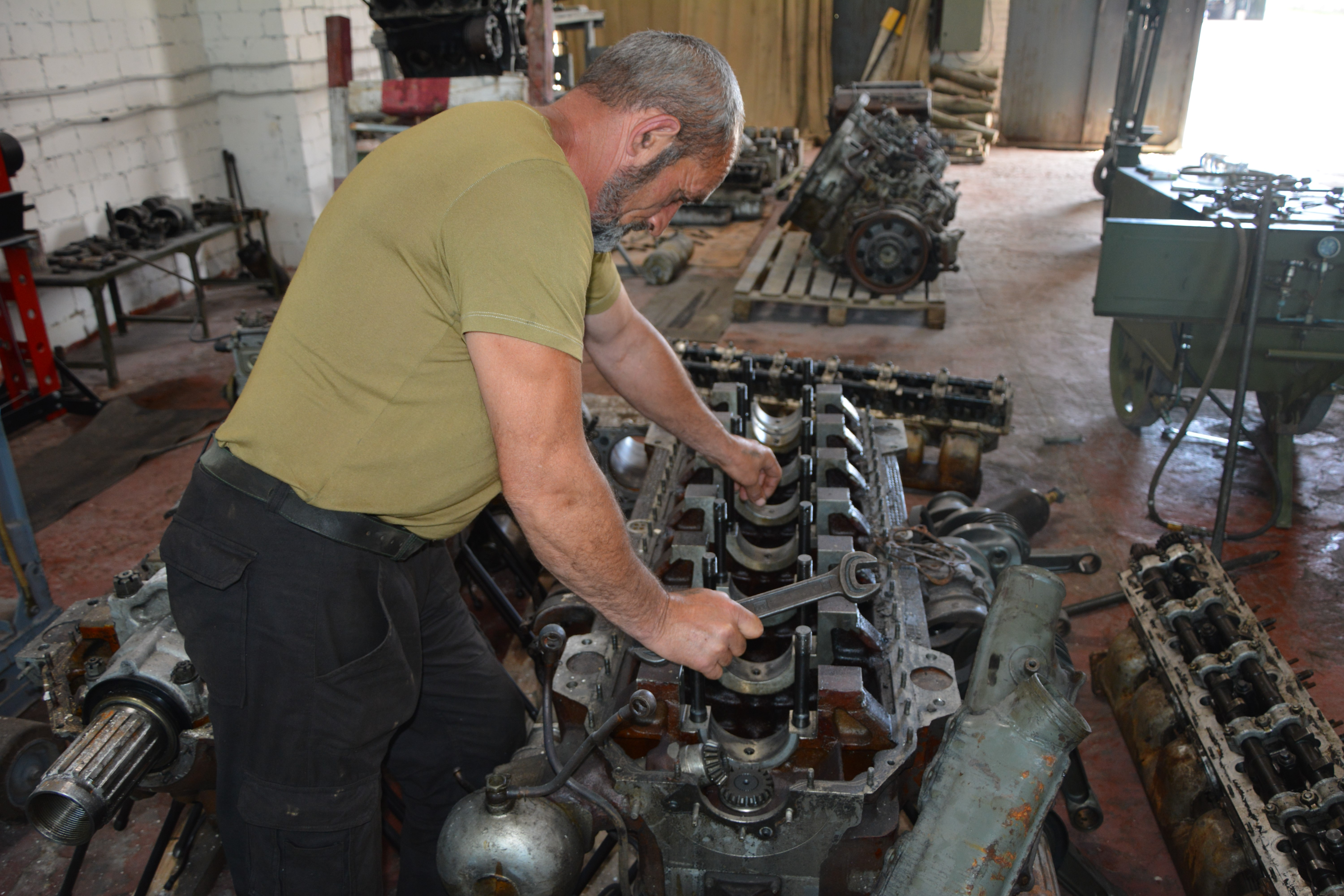
Ремонт двигуна 2023 рік

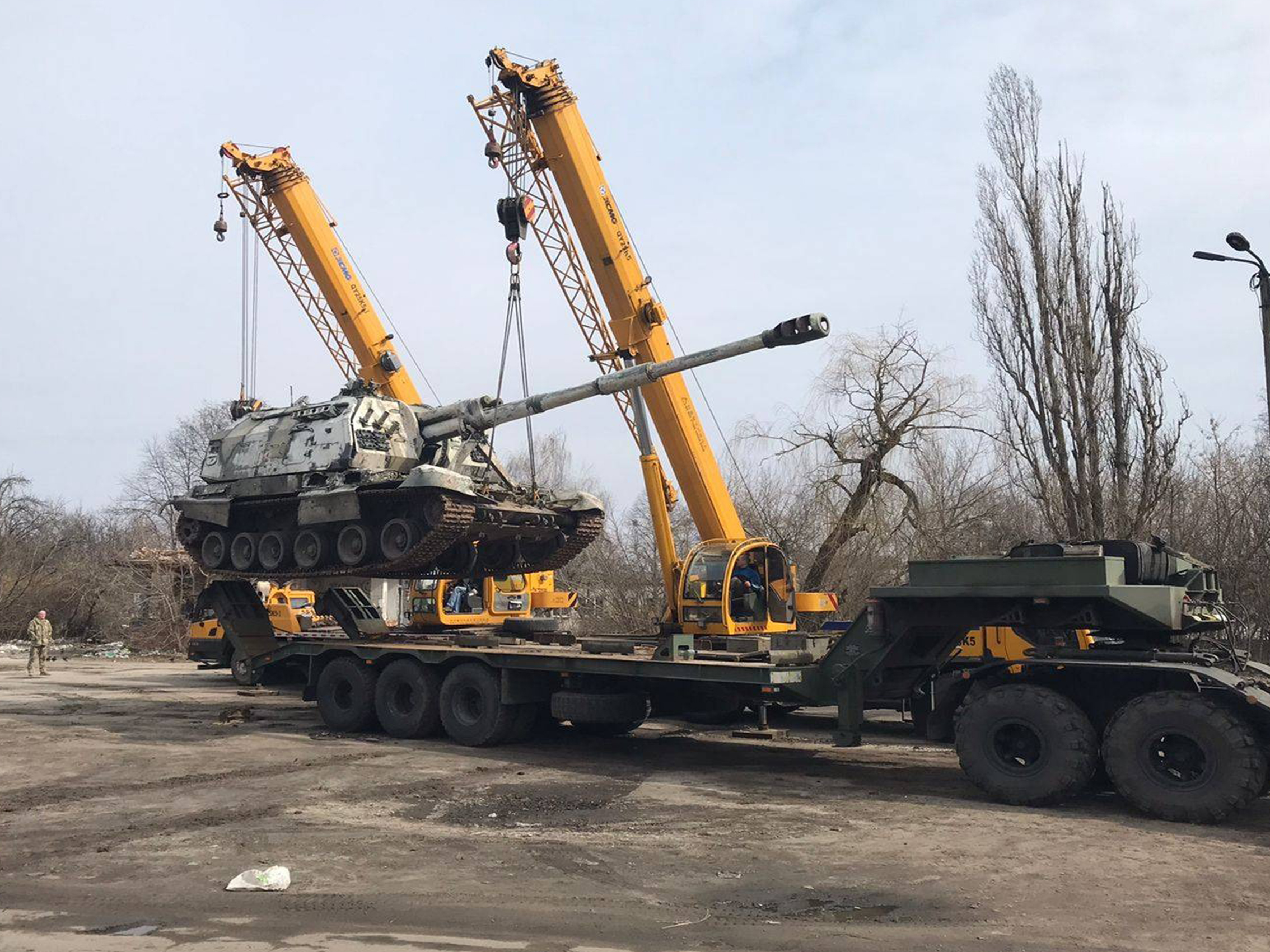
Евакуація 2С19 до збірного пункту пошкоджених машин

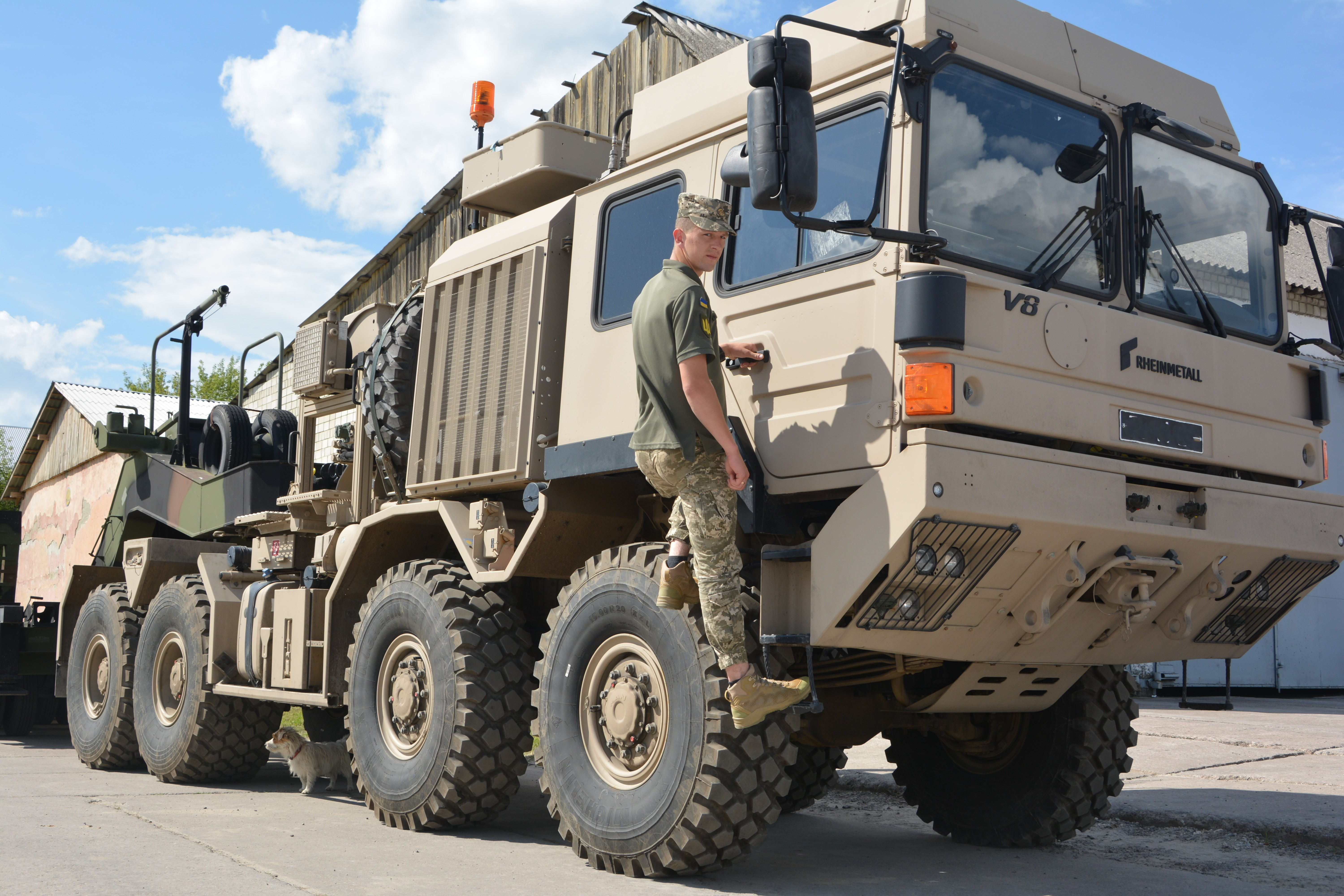
Сідельний тягач MAN Millitary Vehicles (RMMV) компанії Rheinmetall

146-й окремий ремонтно-відновлювальний полк (146 ОРВП, в/ч А2562) — військовий підрозділ, що входить до складу Збройних Сил України. Перебуває в складі Оперативного командування "Захід". Пункт постійної дислокації військової частини розташований у місті Золочів (Львівська область).

## Історія
Станом на 2013 рік керівництвом держави було ухвалене рішення про масове скорочення військових формувань Збройних Сил України, оскільки за словами тодішнього президента України Віктора Януковича «Україна у XXI столітті не має стратегічних ворогів, тому потребує малочисельні, добре оснащені Збройні Сили». Тому, спільною Директивою Міністерства оборони України і Генерального штабу Збройних Сил України від 22 жовтня 2013 року визначено створення кадрованого ремонтно-відновлювального полку.
Формування частини розпочалося з січня 2014 року на базі 9-го окремого ремонтно-відновлювального батальйону. Сформувавши основне ядро управління та окремих лінійних підрозділів командиром частини був виданий наказ від 28 серпня 2014 року, згідно якого оголошувалося про створення окремого ремонтно-відновлювального полку. Таким чином 28 серпня є днем створення частини.
З початком війни на сході України у 2014 році,військову частину було залучено до проведення Антитерористичної операції для відновлення військової техніки, що вийшла з ладу під час бойових дій.
На час проведення АТО особовий склад військової частини збільшено військовослужбовцями, призваними за мобілізацією.
Враховуючи важливість ремонтних підрозділів, у 2015 році керівництвом Збройних сил України було ухвалене рішення щодо приведення полку до штату воєнного часу. З березня 2015 року частина приймає військовослужбовців призваних за мобілізацією.

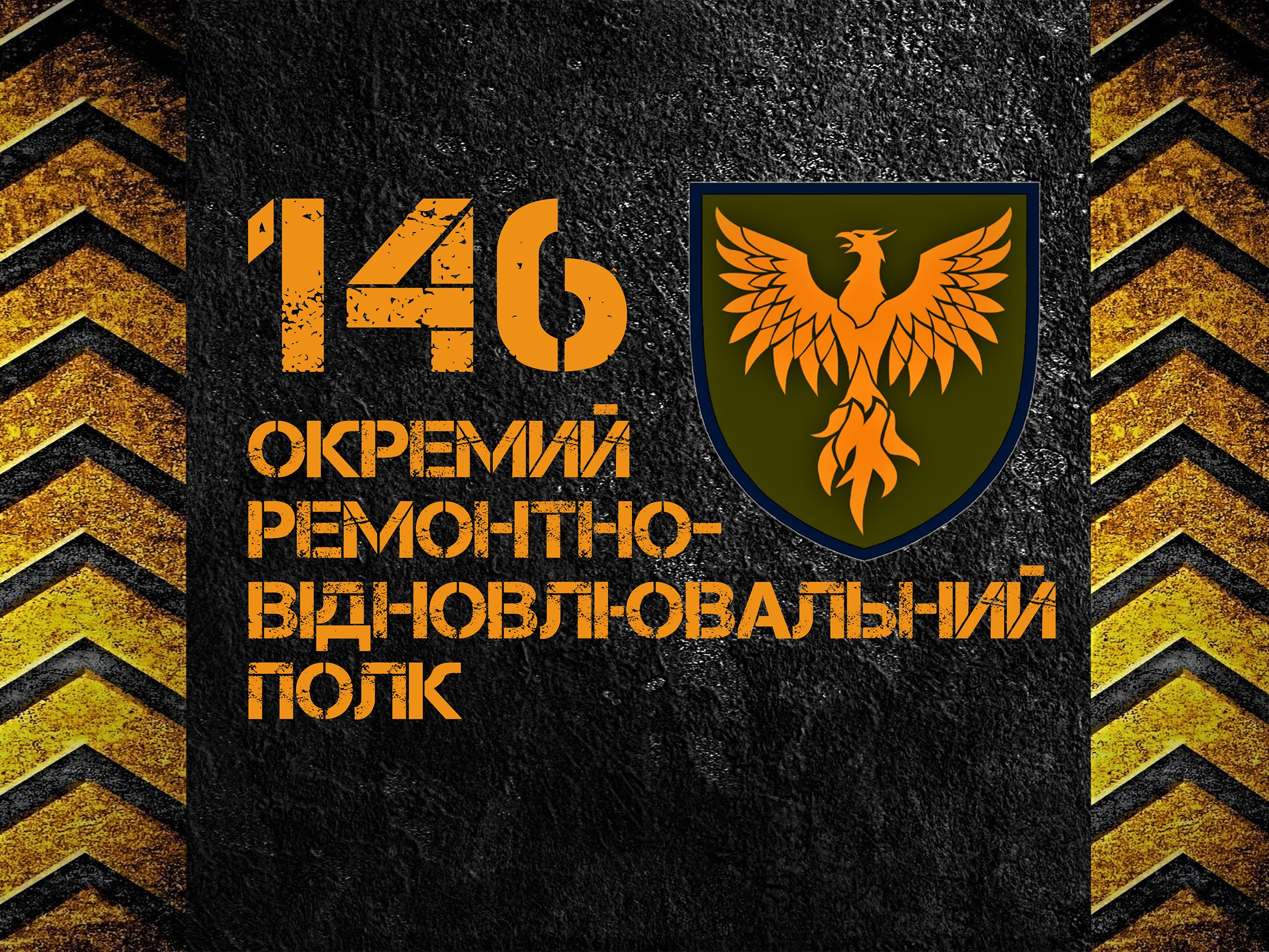
Мотиваційний прапор 146 ОРВП

Із травня місяця 2014 року особовий склад частини бере участь у проведенні антитерористичної операції на території Донецької і Луганської областей нашої держави. Для новоствореного полку участь в АТО стало справжнім випробуванням на міцність. Людей у полку тоді налічувалося трохи менше чотирьох десятків. Здебільшого — це офіцери та контрактники. За наказом, на початку березня, з їх числа було сформовано дві ремонтно-евакуаційні групи (РЕГи), які виїхали на Донбас у складі механізованих бригад. Першим було найважче, адже всі дії їм доводилося виконувати вперше у бойових умовах.
Перша РЕГ потрапила у підпорядкування штабу угруповання, яке діяло на Луганському напрямку. Тоді це був сектор А. Друга — спочатку діяла разом із 24-ю окремою механізованою бригадою, а коли її батальйони розійшлися по завданнях, опинилася під керівництвом керівника сектору «Д», який охоплював Донецьку область. Наприкінці липня 2014 року ситуація на фронті почала змінюватися. На допомогу російським найманцям прийшли підрозділи регулярної російської армії. Це вже був початок «Іловайського котла».
Друга РЕГ Золочівського ремонтно-відновлювального полку на той час перебувала неподалік Амвросіївки. Саме тоді по них вперше вдарили російські «Гради», причому з території Російської Федерації. Ремонтувати техніку у такій обстановці стало неможливо, потрібно було змінювати місце розташування. Фактично, у перших числах серпня ремонтно-евакуаційна група опинилася на передовій у напівоточенні й потерпала від численних обстрілів, перечікуючи їх в укриттях.
Після прориву російських військ у Донецькій області, вищим командуванням було ухвалене рішення про об’єднання двох груп і, після проведеного маршу в кінці серпня 2014 року, дві групи об’єдналися та створили у Луганській області Збірний пункт пошкоджених машин сектору «А» надалі – Оперативно-тактичного угрупування «Луганськ». Отримавши найцінніший ресурс – людей – в подальші роки Окремий ремонтно-відновлювальний полк примножує свої виробничі можливості. Так, за чотири неповні роки, в пункті постійної дислокації обладнані місця для ремонту техніки та агрегатів в стаціонарних умовах. Для ремонту бронетанкового озброєння і техніки обладнано два ПТОРИ. А в окремому приміщені обладнано ділянку ремонту агрегатів на якій проводиться ремонт двигунів. Виготовлено та встановлено стенд для випробовування двигунів для бойових машин піхоти після проведення ремонту. Для ремонту автомобільної техніки обладнаний ПТОР на шість машиномісць. В окремому приміщені обладнано ділянку ремонту агрегатів. Виготовлено та встановлено стенд для випробовування двигунів після проведеного ремонту до таких марок машин як ЗІЛ, УРАЛ, КАМАЗ. Для ремонту артилерійського озброєння і техніки обладнаний ПТОР на п’ять машиномісць. В окремому приміщенні обладнано ділянки по ремонту мінометів, противідкатних пристроїв, стрілецької зброї та гармат до бойових машин піхоти БМП-1, БМП-2, танка Т-64, самохідних артилерійських установок 2С1 «Гвоздика» та 2С3 «Акація». Також, обладнаний цех по ремонту оптичних приладів та приладів спостереження. У технічному арсеналі полку для евакуації різного виду техніки є як колісні і багатовісні евакотягачі, так і гусенична спеціальна евакуаційна техніка.
Сьогодні Окремий ремонтно-відновлювальний полк оперативного командування «Захід» став потужним військовим формуванням для здійснення технічного забезпечення військових частин оперативного командування, ведення технічної розвідки, евакуації всіх видів озброєння та військової техніки, комплексного і спеціалізованого середнього та поточного ремонту бронетанкового озброєння і техніки, автомобільної техніки та зразків ракетно-артилерійського озброєння.
Детальніше про щоденну роботу військовослужбовців 146 ОРВП по відновленню пошкодженої військової техніки в районі виконання завдань ви можете переглянути у відеосюжеті програми "Факти тижня".

## Події
- Встановлення пам'ятного знаку-фотозони "Я люблю Золочів" до 600-річчя міста Золочева, 27 травня 2023 р., м.Золочів, Львівська область.

До Дня міста бійці 146 окремого ремонтно-відновлювального полку виготовили пам’ятний знак – фотозону “Я люблю Золочів”, вітаючи містян із 600-річям Золочева. Знак встановлено у сквері Зелений Яр. Ви можете переглянути відеосюжет про дану подію.
- Автопробіг до 600-річчя міста Золочева, 27 травня 2023 р., м.Золочів, Львівська область.[5]

Військовослужбовці полку організували автопробіг на честь 600-річчя міста Золочів. 
В центрі міста військовослужбовцями були запалені жовто-блакитні дими під час виконання Державного гімну України. У колоні були представлені, зокрема, військові та раритетні автомобілі.
- Урочисті заходи з нагоди відзначення Дня Державного прапора України, 23 серпня 2023 р., м.Золочів, Львівська область.

Військовослужбовці полку були залучені до відзначення Дня Державного прапора України.
Під Національний гімн України та у супроводі почесної варти окремого ремонтно-відновлювального полку нашими воїнами-учасниками бойових дій було урочисто піднято Державний стяг та відкрито святкове дійство - покладання квітів до пам’ятника національного «будителя» Маркіяна Шашкевича та святковий патріотичний концерт. 
Військовослужбовцями полку було встановлено національний рекорд України – найбільший Державний прапор України розгорнутий військовослужбовцями (довжина прапору - 146м). Завершилось дійство спільною урочистою ходою до меморіалу Героям Небесної сотні та виконанням «Молитви за Україну».
- Дводенні заходи психологічної підтримки для військовослужбовців 146 окремого ремонтно-відновлювального полку та їхніх сімей, вересень 2024 р., Закарпаття.

Вищевказані заходи відбувались у горах мальовничого Закарпаття. У туристичному поході взяли участь офіцери, сержанти, солдати полку, їхні дружини та діти. Апогеєм цього заходу було сходження на найвищу вершину Вододільного, або Верховинського хребта гору Пікуй (Висота гори — 1408,3м.)
Підкоривши гору, військовослужбовці, члени їх сімей та з допомогою цивільних екскурсійних груп, розгорнули 146-ти метровий Державний Прапор України під виконання Державного Гімну України.

## Структура
- ремонтно-відновлювальний батальйон артилерійського озброєння;
- ремонтно-відновлювальний батальйон автомобільної техніки;
- ремонтно-відновлювальний батальйон бронетанкової техніки;
- евакуаційний батальйон;
- рота матеріального забезпечення;
- окремі підрозділи.

## Командири
- полковник Примаченко Юрій Петрович (2014 - 2019)
- полковник Бухер Петро Васильович (2019 - 2022)
- полковник Сваволя Ростислав Миронович (2022 - 2024)
- підполковник Бондарчук Василь Васильович (2024 - по т.час)

## Втрати
- лейтенант Савонюк Володимир Євгенович, 23 липня 2015, помер від поранень[8].
- прапорщик Павлюк Юрій Леонідович, 15 жовтня 2016, село Бараниківка, Біловодський район[9]
- старший солдат Заяць Павло Володимирович, 27 вересня 2022 року, поблизу м. Запоріжжя. Загинув від ракетного удару.
- солдат Клак Олексій Володимирович, 28 років, м. Золочів. Загинув 18 червня 2024 в районі виконання завдання на Донецькому напрямку під час виконання військового обовʼязку по ремонту артилерійського озброєння [10].
- молодший сержант Птиць Мирон Васильович, 55 років. Загинув 19 серпня 2024 року в районі виконання завдання на Покровському напрямку Донецької області під час виконання військового обов'язку по евакуації пошкодженої техніки[11].